# Campeonato Sul-Americano de Atletismo Júnior de 1999
O Campeonato Sul-Americano de Atletismo Júnior de 1999 foi a 31ª edição da competição de atletismo organizada pela CONSUDATLE para atletas com menos de vinte anos, classificados como júnior ou sub-20. O evento foi realizado em Concepción, no Chile, entre 22 e 23 de outubro de 1999. Contou com cerca de 278 atletas de 11 nacionalidades distribuídos em 43 eventos.

## Medalhistas
Esses foram os resultados do campeonato.

### Masculino
| Evento                      | Ouro                     | Ouro     | Prata                          | Prata    | Bronze                  | Bronze   |
| --------------------------- | ------------------------ | -------- | ------------------------------ | -------- | ----------------------- | -------- |
| 100 metros                  | Jarbas Mascarenhas (BRA) | 10.46    | Matías Fayos (ARG)             | 10.58    | Helly Ollarves (VEN)    | 10.67    |
| 200 metros                  | Jorge Maidana (ARG)      | 21.47    | Matías Fayos (ARG)             | 21.50    | Jagnner Palacios (COL)  | 21.58    |
| 400 metros                  | William Hernández (VEN)  | 47.28    | Jorge Maidana (ARG)            | 48.10    | Guillermo Mayer (CHI)   | 48.24    |
| 800 metros                  | Jonathan Palma (VEN)     | 1:51.36  | David Tapia (ARG)              | 1:51.79  | Carlos da Silva (BRA)   | 1:52.18  |
| 1 500 metros                | Glauco da Silva (BRA)    | 3:53.67  | Sebastián González Cabot (ARG) | 3:54.95  | Thiago Cecatto (BRA)    | 3:56.26  |
| 5 000 metros                | Jonathan Matos (BRA)     | 14:46.34 | Osmário Reis (BRA)             | 14:47.65 | Ricardo Franzón (ARG)   | 14:49.85 |
| 10 000 metros               | Jonathan Matos (BRA)     | 30:23.08 | Osmário Reis (BRA)             | 30:33.16 | Pablo Gardiol (URU)     | 31:19.16 |
| 10 km marcha atlética       | Cristián Muñoz (CHI)     | 42:52.36 | Gustavo Restrepo (COL)         | 43:00.81 | Andrés Chocho (ECU)     | 44:43.08 |
| 110 metros barreiras        | Jackson Quiñónez (ECU)   | 14.26    | Adriano de Oliveira (BRA)      | 14.29    | Jorge Chaverra (COL)    | 14.59    |
| 400 metros barreiras        | Jorge Chaverra (COL)     | 51.43    | Gabriel Heredia (ARG)          | 52.67    | Xavier Caicedo (ECU)    | 53.23    |
| 3.000 metros com obstáculos | José Correa (ARG)        | 9:13.63  | Mariano Mastromarino (ARG)     | 9:14.94  | Jonathan Matos (BRA)    | 9:16.01  |
| 4×100 metros estafetas      | Brasil                   | 40.97    | Venezuela                      | 41.46    | Chile                   | 41.58    |
| 4×400 metros estafetas      | Venezuela                | 3:13.25  | Brasil                         | 3:14.87  | Argentina               | 3:15.21  |
| Salto em altura             | Jessé de Lima (BRA)      | 2.09     | Jackson Quiñónez (ECU)         | 2.06     | Cristian Onzari (ARG)   | 2.03     |
| Salto com vara              | Jorge Naranjo (CHI)      | 4.80     | José Francisco Nava (CHI)      | 4.75     | Fábio da Silva (BRA)    | 4.75     |
| Salto em comprimento        | Jadel Gregório (BRA)     | 7.36     | Adriano de Oliveira (BRA)      | 7.30w    | Eduardo Tagle (CHI)     | 7.20     |
| Salto triplo                | Jadel Gregório (BRA)     | 16.18    | Marcelo da Costa (BRA)         | 15.72    | Julio Solarte (VEN)     | 14.99w   |
| Arremesso de peso           | Daniel Muñoz (CHI)       | 15.78    | Mateus Monari (BRA)            | 15.52    | Hugo Zambelli (ARG)     | 15.39    |
| Lançamento de disco         | Carlos Lodato (ARG)      | 47.55    | Héctor Hurtado (VEN)           | 46.60    | Mateus Monari (BRA)     | 46.22    |
| Lançamento do martelo       | Fernando Crovetto (ARG)  | 58.37    | Lucas Andino (ARG)             | 55.56    | Carlos Murúa (PER)      | 55.18    |
| Lançamento do dardo         | Edwin Cuesta (VEN)       | 70.15    | Manuel Fuenmayor (VEN)         | 63.17    | Pablo Pietrobelli (ARG) | 63.13    |
| Decatlo                     | Eric Kerwitz (ARG)       | 6768     | Ivan da Silva (BRA)            | 6489     | Pablo Bustamente (ARG)  | 6473     |

### Feminino
| Evento                 | Ouro                        | Ouro     | Prata                    | Prata    | Bronze                       | Bronze   |
| ---------------------- | --------------------------- | -------- | ------------------------ | -------- | ---------------------------- | -------- |
| 100 metros             | Digna Luz Murillo (COL)     | 11.71    | Thatiana Ignácio (BRA)   | 11.73    | Melisa Murillo (COL)         | 11.76    |
| 200 metros             | Norma González (COL)        | 23.78    | Digna Luz Murillo (COL)  | 24.10    | Juliana Pereira (BRA)        | 24.73    |
| 400 metros             | Norma González (COL)        | 54.38    | Yusmelys García (VEN)    | 55.52    | Christiane dos Santos (BRA)  | 55.60    |
| 800 metros             | Christiane dos Santos (BRA) | 2:06.68  | Faustina Huamaní (PER)   | 2:07.04  | Rosibel García (COL)         | 2:07.56  |
| 1 500 metros           | Faustina Huamaní (PER)      | 4:31.66  | Valentina Medina (VEN)   | 4:33.60  | Mónica Amboya (ECU)          | 4:35.44  |
| 3 000 metros           | Lucélia Peres (BRA)         | 9:34.96  | Tatiane Sá (BRA)         | 9:40.40  | Valentina Medina (VEN)       | 9:46.53  |
| 5 000 metros           | Lucélia Peres (BRA)         | 16:47.87 | Rosa Apaza (BOL)         | 17:07.70 | Gabriela Cevallos (ECU)      | 17:15.45 |
| 5 km marcha atlética   | Luisa Paltín (ECU)          | 24:13.86 | Sara Nivicela (ECU)      | 24:31.24 | Maria de Oliveira (BRA)      | 24:33.44 |
| 100 metros barreiras   | Maíla Machado (BRA)         | 13.85    | Sira Córdoba (COL)       | 14.16    | Francisca Guzmán (CHI)       | 14.62    |
| 400 metros barreiras   | Sira Córdoba (COL)          | 59.12    | Rúbia dos Santos (BRA)   | 60.69    | Yusmelys García (VEN)        | 61.91    |
| 4×100 metros estafetas | Colômbia                    | 45.87    | Brasil                   | 46.63    | Chile                        | 47.36    |
| 4×400 metros estafetas | Colômbia                    | 3:44.40  | Brasil                   | 3:46.60  | Chile                        | 3:54.64  |
| Salto em altura        | Jorgelina Rodríguez (ARG)   | 1.80     | Catherine Ibargüen (COL) | 1.73     | Paola Hoffmann (CHI)         | 1.71     |
| Salto com vara         | Fabiana Murer (BRA)         | 3.70     | Joana Costa (BRA)        | 3.70     | Elizabeth Restrepo (COL)     | 3.60     |
| Salto em comprimento   | Gisele de Oliveira (BRA)    | 6.22     | Fernanda Gonçalves (BRA) | 5.93     | Jorgelina Rodríguez (ARG)    | 5.91     |
| Salto triplo           | Gisele de Oliveira (BRA)    | 12.88    | Jennifer Arveláez (VEN)  | 12.87    | Keila Costa (BRA)            | 12.62    |
| Arremesso de peso      | Leomelina Blandón (COL)     | 14.16    | Fernanda Resende (BRA)   | 13.82    | Márcia Souza (BRA)           | 13.04    |
| Lançamento de disco    | Leomelina Blandón (COL)     | 45.23    | Fernanda Resende (BRA)   | 44.43    | Dominique Truán (CHI)        | 41.05    |
| Lançamento do martelo  | Dubraska Rodríguez (VEN)    | 52.23    | Mariana La Nasa (ARG)    | 51.92    | María Mercedes Melogno (URU) | 46.60    |
| Lançamento do dardo    | Roxana Fernández (ARG)      | 45.44    | Jurema César (BRA)       | 43.86    | Leryn Franco (PAR)           | 42.26    |
| Heptatlo               | Valeria Steffens (CHI)      | 4720     | Raquel de Oliveira (BRA) | 4564     | Katiusca Venâncio (BRA)      | 4285     |

## Quadro de medalhas (não oficial)
| Ordem | País      | Medalha de ouro | Medalha de prata | Medalha de bronze | Total |
| ----- | --------- | --------------- | ---------------- | ----------------- | ----- |
| 1     | Brasil    | 15              | 19               | 11                | 45    |
| 2     | Colômbia  | 9               | 4                | 5                 | 18    |
| 3     | Argentina | 7               | 9                | 7                 | 23    |
| 4     | Venezuela | 5               | 6                | 4                 | 15    |
| 5     | Chile     | 4               | 1                | 8                 | 13    |
| 6     | Equador   | 2               | 2                | 4                 | 8     |
| 7     | Peru      | 1               | 1                | 1                 | 3     |
| 8     | Bolívia   | 0               | 1                | 0                 | 1     |
| 9     | Uruguai   | 0               | 0                | 2                 | 2     |
| 10    | Paraguai  | 0               | 0                | 1                 | 1     |

## Participantes (não oficial)
Uma contagem não oficial produziu o número de 278 atletas de 11 países: 
| - Argentina (47) - Bolívia (9) - Brasil (63) - Chile (59) - Colômbia (15) - Equador (30) | - Panamá (4) - Paraguai (4) - Peru (15) - Uruguai (10) - Venezuela (22) |